# Comté de LaSalle
Pour les articles homonymes, voir Comté de La Salle et La Salle.
Le comté de LaSalle est un des comtés de l'Illinois  aux États-Unis. Le siège de comté est la ville d'Ottawa. Le comté a été fondé en 1829.

## Comtés adjacents
| Comté de Lee                    |                   | Comté de DeKalb                  |
| Comté de Putnam Comté de Bureau | comté de LaSalle  | Comté de Kendall Comté de Grundy |
| Comté de Marshall               | Comté de Woodford | Comté de Livingston              |

## Municipalités du comté
- Cedar Point,
- Dana,
- Earlville,
- Grand Ridge,
- Kangley,
- LaSalle
- Lostant,
- Marseilles
- Mendota,
- Naplate,
- North Utica,
- Oglesby,
- Ottawa,
- Peru,
- Ransom,
- Rutland,
- Seneca,
- Sheridan,
- Streator,
- Tonica,
- Triumph,
- Troy Grove